# Acianthera boliviana
Acianthera boliviana är en orkidéart som först beskrevs av Heinrich Gustav Reichenbach, och fick sitt nu gällande namn av Alec M. Pridgeon och Mark W. Chase. Acianthera boliviana ingår i släktet Acianthera och familjen orkidéer.
Artens utbredningsområde är Bolivia. Inga underarter finns listade i Catalogue of Life.